# Het speelgoedgeld
Het speelgoedgeld is de zevende Kerstshow van Samson en Gert. De Samson en Gert Kerstshow is een jaarlijkse show die rond de periode van kerst wordt gespeeld en wordt uitgegeven door Studio 100. De show was te zien van  20 december 1997 tot 1 maart 1998 in de Koningin Elisabethzaal in Antwerpen. De show wordt verzorgd met dans, zang en toneel. Zoals vaak in een kerstshow het geval is, is er één groot verhaal dat wordt opgedeeld in kleinere stukjes. Deze sketches worden aaneen gebreid  door Samson en Gert die hun eigen liedjes zingen.

## Rolverdeling
| Personage              | Acteur              |
| ---------------------- | ------------------- |
| Samson                 | Danny Verbiest      |
| Gert                   | Gert Verhulst       |
| Meneer de burgemeester | Walter de Donder    |
| Alberto Vermicelli     | Koen Crucke         |
| Jeannine De Bolle      | Ann Petersen        |
| Octaaf De Bolle        | Walter van de Velde |

## Verhaal
Mevrouw Jeannine en Meneer de Burgemeester doen dit jaar niet mee aan de show want ze zijn op vakantie naar Honolulu. Even later vallen ze toch binnen, de burgemeester had zich vergist: ze vertrekken pas morgen. Ze willen meedoen aan de show maar mogen niet van Gert omdat ze niet hebben geoefend. Hier worden ze erg boos van en ze willen zelfs niet meer meedoen. Even later vindt Octaaf een kar vol met geld. Hij weet niet van wie het is dus vindt hij dat hij het mag houden. Vanaf nu is hij enorm rijk, hij neemt zelfs een goed betaalde knecht in dienst. Deze knecht is Alberto die hoopt veel geld te verdienen om snoep te kunnen kopen. Octaaf ging dit jaar normaal koorddansen en Alberto zou opera zingen maar dit alles gaat niet door. Nu dat Octaaf zo rijk is heeft hij geen zin meer om dit te doen en Alberto heeft het te druk met knecht spelen. Octaaf vraagt zijn moeke en de burgemeester of ze hun taken kunnen overnemen. Eerst weigeren ze, maar wanneer Octaaf geld op tafel legt happen ze toe. Zo geeft Octaaf aan iedereen geld (zelfs aan het orkest) om zijn zin te krijgen, enkel Gert geeft hier niet aan toe. Jeannine playbackt haar opera-act. De installatie ontploft echter en de act mislukt. De koorddans van de burgemeester lukt wel. Al is het wel geen echt koord maar een plank. Gert krijgt een van de verloren geldbriefjes van Octaaf in handen en legt het even naast Samson om het straks terug te geven. Samson ontdekt echter dat er speelgoedgeld op het briefje staat. Ze vertellen het aan de burgemeester en Jeannine die daarop erg boos worden. Ook Alberto wordt ingelicht. Ze worden boos op Octaaf die zelf compleet uit de lucht valt. De burgemeester duwt Octaaf in de taart die hij had gekocht. Daarna verontschuldigd Octaaf zich tegenover zijn vrienden.

## Muziek
De muziek in de show werd verzorgd door de XL-band.
De liedjes die door Samson en Gert gezongen werden tijdens deze show, zijn:
- Ouverture
- Feest in de straat
- Dan is het Kerstmis
- De trampoline
- Ochtendgymnastiek
- Samen op de moto
- Medley:
  - Wie gaat er mee?
  - Mac Samson en Mac Gert
  - Bij Heidi in Tirol
  - Koud
- Het spook van de opera
- In de disco
- Spaghetti
- Alles is op
- Vrolijke vrienden
- Samsonrock
- Medley:
  - Wij zijn bij de brandweer
  - Ik ben verliefd
  - Wij komen naar jou
  - Reprise: Samsonrock

## Links
- http://www.studio100fan.eu/encyclopedie/Samson_%26_Gert_Kerstshow_1997-1998
- https://www.youtube.com